# Clos Poulet
Le Clos-Poulet est une région du nord-est de la Bretagne, qui correspond peu ou prou à Saint-Malo et à son arrière-pays immédiat. Il est situé entre l'estuaire de la Rance à l'ouest, la Manche au nord ainsi qu'à l'est, avec la baie du mont Saint-Michel, et par les marais de Dol et la mare Saint-Coulban au sud. Pendant longtemps, les deux seules voies d'accès furent la digue de Bretagne, axe longeant une partie du Mont-Saint-Michel puis obliquant vers Dol-de-Bretagne, Château-Richeux, Saint-Méloir-des-Ondes, et la seconde au sud à Châteauneuf-d'Ille-et-Vilaine.

## Étymologie
Le nom Clos-Poulet est attesté sous les formes Poëlet au XIe siècle, Pavelet en 1032 ; Pohelet en 1040 ; Paelet en 1152 ; Poullet en 1330. Jules Haize (1900) note la forme latinisée Pagus Alethensis.
Malgré l'orthographe similaire, le nom Clos-Poulet n'est pas issu du terme poulet, animal ou anthroponyme, mais de l'altération de Pou Alet, « le pays d'Alet »,, Alet étant l'ancienne cité gallo-romaine située à l'emplacement du fort éponyme dans l'actuelle Saint-Servan.
On dénombre en Bretagne plusieurs noms de pagi (pluriel de pagus, c'est-à-dire : pays au sens ancien de « circonscription territoriale ») composés avec l'élément Pou- ou Po(r)-, dont le Porhoët (pagus Trocoet vers 854, Poutrocoet en 859, pagus trans sylvam en 868) et le Poher (Poucaer en 840, Poucher en 871, pagum Civitalis au VIIe-IXe, Pochaer vers 1330, Pochaer en 1536).
Les mentions anciennes latinisées sous la forme Pagus correspondent bien à celles en Pou- et les comparaisons entre ces différents toponymes en Pou- > Pou-, Po(r)- incitent à voir dans pou un produit du latin pagus, (ou plutôt du gallo-roman PAGU), le digramme ou traduisant la diphtongue notée aou en breton moderne (cf. daou « deux »), ainsi le Porhoët peut-il se dire eus paou-tre-koed en breton moderne. Le [g] intervocalique du latin pagus s'est régulièrement amuï en breton (tout comme en français). Poulet procède donc de Pou Alet, « le pays d'Alet »,.

## Histoire du Pays d'Aleth
Dans la Gaule armoricaine, Aleth, capitale des Coriosolites, se trouvait sur les hauteurs de Saint-Servan. Elle fut détrônée par Corseul, créée par les Romains au Ier siècle. L’évêque saint Maclou n’arriva à l’île de Cézembre et à Aleth qu’au VIe siècle. Le Clos-Poulet devint dès lors une des subdivisions traditionnelles de l'évêché de Aleth créé au IXe siècle, puis sera dans ce cadre une doyenné relevant de l'archidiaconé de Lohéac, au sein de ce même évêché dont le siège fut transféré à Saint-Malo au XIe siècle.

## Géographie
Le Clos Poulet se compose des communes ou anciennes communes de Saint-Malo, Saint-Servan-sur-Mer, Paramé, Saint-Coulomb, Cancale, Saint-Père-Marc-en-Poulet, Saint-Suliac, La Ville-ès-Nonais, Saint-Jouan-des-Guérets et d'une partie de celles de Saint-Méloir-des-Ondes, La Gouesnière, Bonaban et Châteauneuf-d'Ille-et-Vilaine.
Le Clos Poulet comptait à la Révolution 11 paroisses auxquelles s'ajoutaient deux enclaves de Dol : Saint-Coulomb et Saint-Ideuc.
On distingue deux types de paysages :
- un bocage, avec des champs cultivés, des bourgs, villages, hameaux en granite sombre, couverts d'ardoise gris-bleu ou de chaume roux. On y voit aussi des malouinières.
- un caractère maritime pittoresque, composé de rochers, de verdure, etc. avec Saint-Jouan-des-Guérets, la Flourie, Saint-Père et Saint-Suliac près des passages de la Rance.

## Contrebande
Cette région fut le théâtre d'une contrebande inventive et structurée liée au tabac, et utilisant les sentiers terrestres, les marées de la Manche et l'estuaire de la Rance, avec ses criques et ses baies. En effet, le canton de Châteauneuf-d'Ille-et-Vilaine jouissait d'un privilège d'état pour cultiver le tabac. Cette culture était placée sous la surveillance des rats de cave. Autrefois, à l'époque de la gabelle, le sel des salines de Saint-Suliac, était lui aussi extrêmement surveillé, par les douaniers sur place.
De même sous la Révolution, les chouans sont très actifs dans la région, ils profitent de l'estuaire de la Rance, avec ses baies et criques tranquilles, pour organiser des transports maritimes, le service du courrier des princes, débarquer ou embarquer nuitamment des hommes, du matériel et des armes, de navires en provenance de Jersey, Guernesey ou l'Angleterre.